# Tingsryd
Tingsryd este un oraș în Suedia.

## Demografie
| \| Evoluția demografică a zonei urbane Tingsryd, 1970–2015 \| Evoluția demografică a zonei urbane Tingsryd, 1970–2015 \| Evoluția demografică a zonei urbane Tingsryd, 1970–2015 \| Evoluția demografică a zonei urbane Tingsryd, 1970–2015 \| Evoluția demografică a zonei urbane Tingsryd, 1970–2015 \| \| --------------------------------------------------------------------------------------- \| ------------------------------------------------------- \| ------------------------------------------------------- \| ------------------------------------------------------- \| ------------------------------------------------------- \| \| An \| \| \| Locuitori \| \| \| 1970 \| 1970 \| \| 2.303 \| 2.303 \| \| 1975 \| 1975 \| \| 2.598 \| 2.598 \| \| 1980 \| 1980 \| \| 2.731 \| 2.731 \| \| 1990 \| 1990 \| \| 2.928 \| 2.928 \| \| 1995 \| 1995 \| \| 3.200 \| 3.200 \| \| 2000 \| 2000 \| \| 3.096 \| 3.096 \| \| 2005 \| 2005 \| \| 3.023 \| 3.023 \| \| 2010 \| 2010 \| \| 3.037 \| 3.037 \| \| 2015 \| 2015 \| \| 3.087 \| 3.087 \| \| Sursa: SCB - Statistika Centralbyrån, Folkmängden per tätort. Vart femte år 1960 - 2016 \| \| \| \| \| |      |  |           |       |
| Evoluția demografică a zonei urbane Tingsryd, 1970–2015 |      |  |           |       |
| An |      |  | Locuitori |       |
| 1970 | 1970 |  | 2.303     | 2.303 |
| 1975 | 1975 |  | 2.598     | 2.598 |
| 1980 | 1980 |  | 2.731     | 2.731 |
| 1990 | 1990 |  | 2.928     | 2.928 |
| 1995 | 1995 |  | 3.200     | 3.200 |
| 2000 | 2000 |  | 3.096     | 3.096 |
| 2005 | 2005 |  | 3.023     | 3.023 |
| 2010 | 2010 |  | 3.037     | 3.037 |
| 2015 | 2015 |  | 3.087     | 3.087 |
| Sursa: SCB - Statistika Centralbyrån, Folkmängden per tätort. Vart femte år 1960 - 2016 |      |  |           |       |